# Trafalgar, Victoria
Trafalgar är en ort i Australien. Den ligger i kommunen Baw Baw och delstaten Victoria, omkring 110 kilometer sydost om delstatshuvudstaden Melbourne. Trafalgar ligger 72 meter över havet och antalet invånare är 2 301.
Närmaste större samhälle är Moe, nära Trafalgar. 
I omgivningarna runt Trafalgar växer i huvudsak städsegrön lövskog. Runt Trafalgar är det ganska tätbefolkat, med 54 invånare per kvadratkilometer. Genomsnittlig årsnederbörd är 1 343 millimeter. Den regnigaste månaden är juni, med i genomsnitt 189 mm nederbörd, och den torraste är januari, med 59 mm nederbörd.